# Virgilio Levratto
Virgilio Felice Levratto (26 d'octubre de 1904 - 18 de setembre de 1968) fou un futbolista italià de la dècada de 1920.
Fou 28 cops internacional amb la selecció italiana amb la qual participà en els Jocs Olímpics d'Estiu de 1924 i 1928. Pel que fa a clubs, defensà els colors de FC Vado, Hellas Verona FC, Genoa CFC. (148 partits i 84 gols), Inter de Milà i S.S. Lazio.